# Inka Grings
Inka Grings (Düsseldorf, 31 oktober 1978) is een Duits voormalig voetbalster die als aanvaller speelde. Grings speelde elf jaar voor FCR 2001 Duisburg. Ze speelde 96 interlands voor Duitsland waarin ze 64 doelpunten maakte. Nadien werd ze trainster.

## Clubcarrière
Grings' voetbalcarrière begon bij TSV Eller 04. Via Garather SV kwam ze in 1995 bij FCR 2001 Duisburg terecht. Ze werd verkozen tot Duits voetbalster van het jaar in 1999 en was zes keer topscorer van de competitie (1999, 2000, 2003, 2008, 2009 en 2010). In 2000 scoorde ze het recordaantal van 38 doelpunten, ook won ze dat jaar het kampioenschap. Ze was aanvoerder tot oktober 2006 van het elftal, waarna ze door een conflict met coach Dietmar Herhaus uit het team werd gezet. Zeven weken later keerde ze terug in het elftal, nadat Herhaus ontslag had genomen. In seizoen 2008/09 werd ze opnieuw aanvoerder van het elftal. In 2011 verliet ze de club alsnog met een indrukwekkend aantal van 353 treffers in 271 duels. Ze tekende daarop bij FC Zürich Frauen. In 2013 speelde ze kort in de Verenigde Staten. Grings sloot haar spelersloopbaan in het seizoen 2013/14 af bij 1. FC Köln.

## Clubstatistieken
| Seizoen | Club              | Land                 | Competitie     | Wedstrijden | Doelpunten |
| ------- | ----------------- | -------------------- | -------------- | ----------- | ---------- |
| 1995/96 | FCR Duisburg      | Vlag van Duitsland   | Bundesliga     | ?           | ?          |
| 1996/97 | FCR Duisburg      | Vlag van Duitsland   | Bundesliga     | ?           | ?          |
| 1997/98 | FCR Duisburg      | Vlag van Duitsland   | Bundesliga     | ?           | ?          |
| 1998/99 | FCR Duisburg      | Vlag van Duitsland   | Bundesliga     | ?           | ?          |
| 1999/00 | FCR Duisburg      | Vlag van Duitsland   | Bundesliga     | ?           | 38         |
| 2000/01 | FCR Duisburg      | Vlag van Duitsland   | Bundesliga     | ?           | ?          |
| 2001/02 | FCR 2001 Duisburg | Vlag van Duitsland   | Bundesliga     | ?           | ?          |
| 2002/03 | FCR 2001 Duisburg | Vlag van Duitsland   | Bundesliga     | ?           | ?          |
| 2003/04 | FCR 2001 Duisburg | Vlag van Duitsland   | Bundesliga     | 9           | 11         |
| 2004/05 | FCR 2001 Duisburg | Vlag van Duitsland   | Bundesliga     | 15          | 25         |
| 2005/06 | FCR 2001 Duisburg | Vlag van Duitsland   | Bundesliga     | 17          | 27         |
| 2006/07 | FCR 2001 Duisburg | Vlag van Duitsland   | Bundesliga     | 14          | 22         |
| 2007/08 | FCR 2001 Duisburg | Vlag van Duitsland   | Bundesliga     | 20          | 27         |
| 2008/09 | FCR 2001 Duisburg | Vlag van Duitsland   | Bundesliga     | 19          | 29         |
| 2009/10 | FCR 2001 Duisburg | Vlag van Duitsland   | Bundesliga     | 21          | 28         |
| 2010/11 | FCR 2001 Duisburg | Vlag van Duitsland   | Bundesliga     | 19          | 23         |
| 2011/12 | FC Zürich Frauen  | Vlag van Zwitserland | Nationalliga A | 0           | 0          |
| Totaal  | Totaal            | Totaal               | Totaal         | 271         | 353        |

Bijgewerkt op 6 sep 2011 14:09 (CEST)

## Interlandcarrière
Grings speelde tussen 1996 en 2012 voor Duitsland waarmee ze in 2005 en 2009 Europees kampioen werd. Ook nam ze deel aan twee wereldkampioenschappen en won ze met Duitsland op de Olympische Zomerspelen 2000 een bronzen medaille.

## Trainersloopbaan
Grings trainde het vrouwenteam van MSV Duisburg, de opvolger van het failliet gegane FCR 2001 Duisburg. Hiermee degradeerde ze in 2015 uit de Bundesliga maar promoveerde een jaar later direct weer terug. In het seizoen 2017/18 trainde Grings de jongens B-jeugd van FC Viktoria Köln. In 2019 werd ze trainer van de mannenploeg van SV Straelen in de Oberliga Niederrhein waarmee ze naar de Regionalliga West promoveerde.
- Gemeinsame Normdatei: 1011209683
- International Standard Name Identifier: 0000 0001 1915 1675
- Système universitaire de documentation: 243938462
- Virtual International Authority File: 170325357
- WorldCat: E39PBJbGYjQhJvxYQ8V6yqgYfq